# Алексій Студит
Патріарх Алексій Студит (грец. Πατριάρχης Αλέξιος ὁ Στουδίτης; ? — 20 лютого 1043) — Патріарх Константинопольський (1025—1043).
Алексій був ченцем, а потім ігуменом монастиря Студійського, через що і прозваний Студитом. На прохання вмираючого імператора Василя II Болгаробійця підніс останньому для поклоніння главу Іоанна Хрестителя, що зберігалася в обителі, і вдячний Василь II призначив Алексія на патріаршу кафедру. В день смерті Василя II (15 грудня 1025 року) Алексій був поставлений патріархом Константинопольським.
Вміло лавіруючи між придворними угрупованнями, Алексій зберіг свій пост при наступних частих змінах правителів. У 1028 році Костянтин VIII, брат і наступник Василя II, призначив своїм спадкоємцем Романа Аргира, одруженого, і до того ж родича правлячої династії, поставивши умовою весілля останнього з царівною Зоєю. Алексій Студит знайшов привід для розірвання попереднього шлюбу Романа і визначив восьму ступінь спорідненості між Романом і Зоєю, що дозволило вінчати їх союз. В подяку Роман III, вступивши на престол, щорічно відпускав на потреби храму святої Софії 80 літр (близько 25 кг) золота. Коли Роман III був убитий при пособництві, а можливо і за участю Зої, Алексій Студит вже на наступний день після вбивства повінчав вдову з її коханцем Михайлом IV (1034), за що отримав в дар ще 100 літрів золота.
Незважаючи на допомогу, надану Михайлу IV і Зої, Алексій мало не став жертвою інтриг їх всемогутнього міністра Іоанна Орфанотрофа. За підтримки останнього кілька незадоволених митрополитів в 1037 році висловили сумнів в канонічності поставлення Алексія патріархом. У відповідь Алексій висловив готовність залишити кафедру за умови скинення всіх поставлених ним за 12 років патріаршества єпископів і відлучення від Церкви трьох помазаних ним на царство імператорів. Таку пропозицію не могло бути прийнято, і Алексій Студит зберіг за собою патріаршество.
У короткий період царювання Михайла V, усиновленого Зоєю племінника Михайла IV, Алексій Студит був позбавлений влади і засланий в монастир за звинуваченням у змові. У квітні 1042 року, коли в Константинополі почалося повстання проти Михайла V, Алексій повернувся в місто і брав участь в скиненні імператора та вінчав на царство черницю Феодору, сестру Зої. Спільне правління Феодори і Зої що повернулася із заслання і ненавиділи одне одну, закінчилося поверненням Феодори в монастир і новим шлюбом Зої з Костянтином IX Мономахом. На цей раз патріарх особисто не вінчав правляче подружжя, а лише коронував нового імператора. У наступному 1043 році Алексій Студит помер, а його майно (близько 800 кг золота) було конфісковано в казну.
У період свого патріаршества Алексій Студит ініціював кілька соборних постанов, в тому числі тих що забороняють передачу монастирських маєтків мирянам (листопад 1027 року), звернення ченців і кліриків в світський суд (січень 1028 року), а також які пом'якшували шлюбні норми (шлюб в сьомій ступені споріднення був визнаний незаконним, але не підлягав розірванню). У 1034 році патріарх заснував в околицях Константинополя новий монастир в честь Успіння Богородиці (так званий «кир Алексія»), для якого написав статут за зразком Студійського. Цей статут, званий Студійського-Алексієвський Типіконом, відомий в кількох слов'янських списках і є важливим канонічним пам'ятником.